# Kanton Otavalo
Der Kanton Otavalo befindet sich in der Provinz Imbabura im Norden von Ecuador. Er besitzt eine Fläche von 490,2 km². Im Jahr 2022 lag die Einwohnerzahl bei rund 114.300. Verwaltungssitz des Kantons ist die Kleinstadt Otavalo mit 39.354 Einwohnern (Stand 2010). Der Kanton Otavalo wurde am 24. Juni 1824 gegründet.

## Lage
Der Kanton Otavalo liegt an der Westflanke des 4610 m hohen Vulkans Imbabura. Die Fernstraße E35 (Quito–Ibarra) führt durch den Kanton. Die 2550 m hoch gelegene Stadt Otavalo befindet sich 20 km südwestlich der Provinzhauptstadt Ibarra.
Der Kanton Otavalo grenzt im Osten an den Kanton Ibarra, im Süden die Provinz Pichincha, im Nordwesten an den Kanton Cotacachi sowie im Nordosten an den Kanton Antonio Ante.

## Verwaltungsgliederung
Der Kanton Otavalo ist in die Parroquias urbanas („städtisches Kirchspiel“)
- El Jordán
- San Luis

und in die Parroquias rurales („ländliches Kirchspiel“)
- Eugenio Espejo (Calpaquí)
- González Suárez
- Miguel Egas Cabezas (Peguche)
- San José de Quichinche
- San Juan de Ilumán
- San Pablo del Lago
- San Pedro de Pataquí
- San Rafael de la Laguna
- Selva Alegre

gegliedert.

## Geschichte
Entwicklung der Einwohnerzahl im Kanton Otavalo bei landesweiten Volkszählungen zum jeweiligen Gebietsstand:
| Jahr                    | Einwohner | +/-     |
| ----------------------- | --------- | ------- |
| 1950                    | 45.129    | –       |
| 1962                    | 45.283    | 0,3 %   |
| 1974                    | 54.710    | 20,8 %  |
| 1982                    | 63.160    | 15,4 %  |
| 1990                    | 56.286    | −10,9 % |
| 2001                    | 90.188    | 60,2 %  |
| 2010                    | 104.874   | 16,3 %  |
| 2022                    | 114.303   | 9 %     |
| Datenherkunft: Wikidata |           |         |